# Akromelinska kiselina A
Akromelinska kiselina A je agonist AMPA receptora.